# Panjang Wetan
Panjang Wetan is een bestuurslaag in het regentschap Pekalongan van de provincie Midden-Java, Indonesië. Panjang Wetan telt 12.388 inwoners (volkstelling 2010).